# Adriaan Jozef Heymans

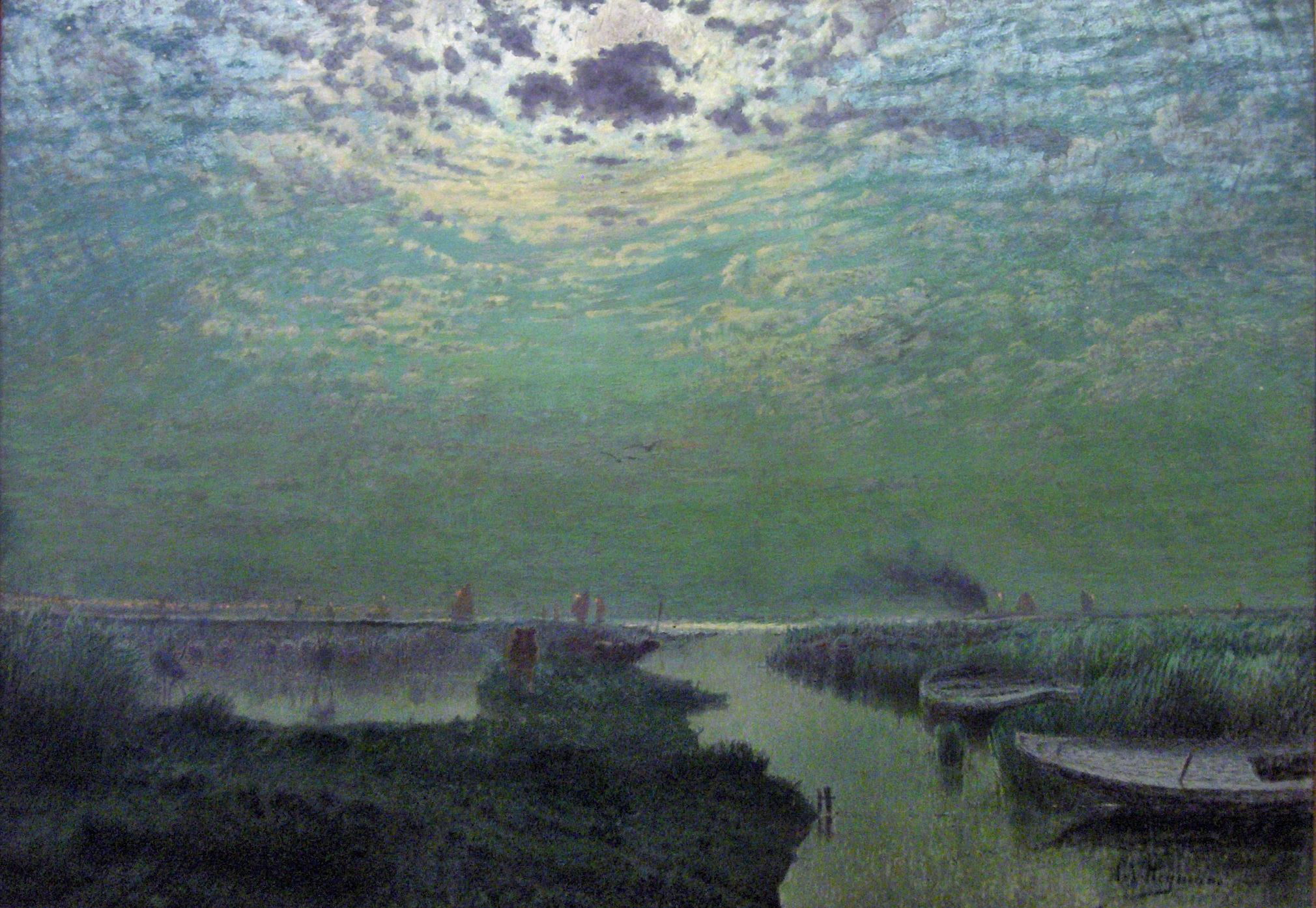
Hemel bij maanlicht (1907)
Koninklijke Musea voor Schone Kunsten van België, Brussel

Adriaan Jozef  Heymans (Antwerpen, 11 juni 1839 - Schaarbeek, 16 december 1921) was een Belgisch landschaps- en genreschilder, die ook zeegezichten schilderde, en aquarellist. Hij wordt beschouwd als de geestelijke vader van de Kalmthoutse School en was ook een toonaangevend Belgisch impressionistisch schilder.

## Levensloop
Hij was het zesde kind van Gaspar-Petrus Heymans, een handelaar in vensterglas, en Elisabeth Wouters. Na het overlijden van zijn vader in 1846 werd hij verder grootgebracht bij zijn oom, de burgemeester van Wechelderzande, een klein dorpje in de Antwerpse Kempen. Hier groeide zijn liefde voor de natuur.
Hij volgde in 1853 les aan de Antwerpse academie bij de landschapschilder Jacob Jacobs. Hij leerde hier zijn mede-leerling Isidore Meyers kennen. Later schreef hij zich ook in aan de Academie van Brussel. Maar toch was hij in hoofdzaak een autodidact.
Hij werd sterk beïnvloed door zijn verblijf, samen met Meyers, in Parijs van 1855 tot 1858. Om aan de kost te komen beschilderden zij er gordijnen. Hij had hier contact met Théodore Rousseau, Camille Corot, Charles-François Daubigny en Jean François Millet, allen behorend tot de School van Barbizon. Onder hun invloed, en vooral van Corot en Daubigny, zette Heymans zich van dan af tegen het academisme in de landschapschilderkunst.
Bij zijn terugkeer in België, beoefende hij in eerste instantie in zijn landschapsinspiratie en kleurgebruik dezelfde stijl als de Barbizonschool. Maar hij evolueerde vlug in de richting van een pre-impressionistische eigen stijl. Dit kwam duidelijk tot uiting bij zijn deelname aan het Brussels Salon van 1860, waar het licht en kleur in zijn doeken een belangrijker rol begon te spelen. Ook in zijn zeegezichten hield hij van het samenspel van het vluchtig licht van de zee en de lucht. Hij wordt dan ook beschouwd als een van de zeldzame Belgische impressionisten.
Dit deed hem vanaf de jaren 1860 verder evolueren naar een zeer persoonlijk luminisme. Hij verhuisde naar Wechelderzande, waar hij opgegroeid was. Hij begon er schilderen in de open lucht in de omgeving van Kalmthout en Wechelderzande. Ook andere kunstenaars kwamen hun inspiratie zoeken in de weidse natuur tussen de Kempische vennen, duinen en bossen. Sommigen onder hen woonden tijdelijk in woonwagens op de heide om toch maar niets van het spel van het licht gedurende de dag te missen. Rond deze trend in het plein-airisme ontstond aldus de Kalmthoutse School met Isidore Meyers, Théodore Baron (1840-1899), Jacques Rosseels (1828-1912) en Florent Crabeels (1835-1896). Men noemt hen ook de “Grijze School” doordat zij bij voorkeur grijze en zilverachtige tinten gebruikten. Heyman ontmoette er ook Henry Van de Velde, die hij trouwens later als schilder zou aanbevelen in een brief aan Octave Maus, oprichter van de kunstkring Les XX.
Heymans lag tevens aan de basis van de Dendermondse School, toen dezelfde schilders zich kwamen vestigen langs de oevers van de Schelde in de omgeving van Dendermonde. Hier maakte hij ook kennis met de Brusselse kunstschilder Emile Van Doren (1865-1949), die behoorde tot de Genkse School. Ook Heymans kan tot deze school gerekend worden, aangezien hij in het Kempendorp Genk al actief was rond 1858.
Hij huwde te Brussel op 2 augustus 1869 met Angeline Josephe Terdie met wie hij vijf kinderen zou krijgen.
Hij vestigde zich in 1869 in Brussel. Hij speelde er een vooraanstaande rol in diverse kunstkringen : Société Libre des Beaux-Arts en hij was later ook stichtend lid van de kunstkring Les XX.
In de periode 1873-1874 maakte hij in Antwerpen kennis met de Nederlandse schilder en etser Louis Artan de Saint-Martin.

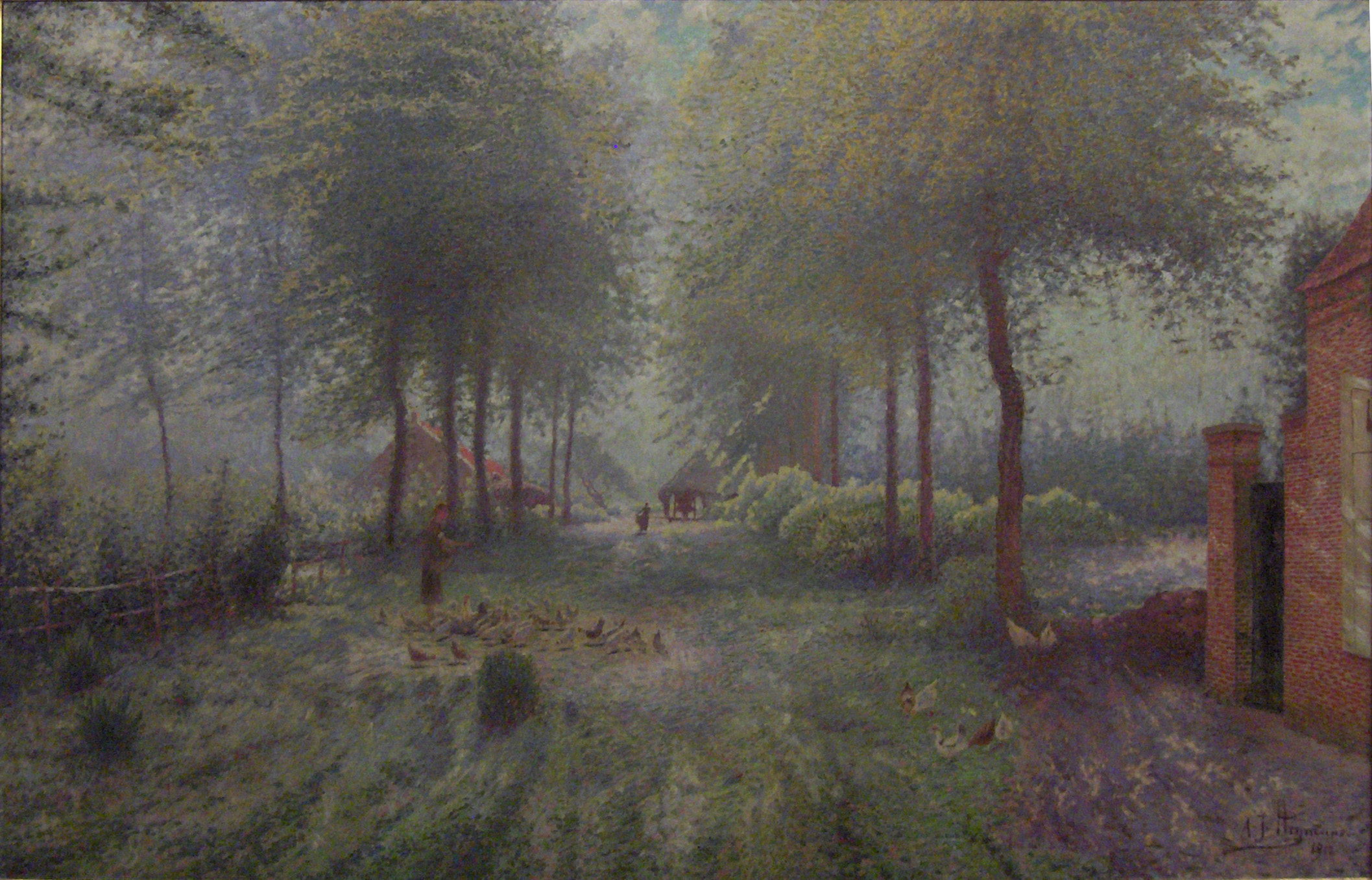
Zomermorgen (1912)
Koninklijke Musea voor Schone Kunsten van België, Brussel

Hij was één der oprichters van “L’Art Contemporain” en, samen met Emile Claus, van de kunstkring der luministen “Vie et Lumière” (1904) en in 1905 van de kunstkring “Kunst van Heden” (“L’Art Contemporain”). In de jaren 1890 vestigde hij zich opnieuw in Kalmthout. Zijn stijl ging nu over naar het neo-impressionisme. Maar op het einde van zijn leven keerde hij terug naar het realisme.
Hij gebruikte in zijn werken brede en dunne toetsen naast heldere kleuren, zodat hij speciale lichteffecten kon oproepen. Dit geeft aan zijn doeken een zekere poëzie en melancholie, zodat Pol de Mont hem terecht “een dichter met het penseel” kon noemen. In zijn periode van het luminisme, gebruikte Heymans regelmatig de techniek van het pointillisme om het samenspel van licht en schaduw nog beter te accentueren.
Toen in 1913 zijn gezondheid te ver achteruitging, moest Heymans noodgedwongen het schilderen opgeven.
Hij heeft tentoongesteld in Brussel, Parijs en meerdere malen in Luik.
Zijn werken hangen in de Musea van Schone Kunsten van Antwerpen, Brussel, Gent en Luik en in de musea van Namen, Elsene en Dendermonde. Het Emile Van Dorenmuseum in Genk bewaart in zijn collectie een werk van Heymans, getiteld "Terugkeer naar de stal".
Zijn werken behalen hoge prijzen op veilingen. In mei 2007 werd het doek “Koeien bij het water” geveild op €7500 in het veilinghuis Bernaerts, Antwerpen.

## Onderscheidingen
Hij werd gedurende zijn leven zeer gewaardeerd als kunstenaar en ontving in binnen- en buitenland vele eretekens en medailles :
- Brussel, 1865 : gouden medaille
- Gent, 1878 : gouden medaille
- St. Louis (VSA), 1904 : grote prijs
- Buenos Aires (Argentinië), 1910 : eerste diploma.

Hij werd in 1881 benoemd tot Officier in de Leopoldsorde (samen met Louis Artan de Saint-Martin, Theodore Baron en Alphonse Asselbergs). Hij werd ook verheven tot Ridder in het Franse Legioen van Eer in Frankrijk, een zeldzame eer voor een buitenlandse kunstenaar.